# K-9/友情に輝く星
『K-9/友情に輝く星』（ケー・ナイン ゆうじょうにかがやくほし、原題：K-9）は、1989年に制作されたアメリカ合衆国のアクションコメディ映画。
日本では、同年11月18日に日比谷映画他東宝洋画系で公開された。
荒くれ者の刑事と人間嫌いの警察犬が凸凹コンビを組んで麻薬事件を解決する様をコミカルに描く。

## あらすじ
サンディエゴ警察麻薬課の荒くれ刑事マイク・ドゥーリーは、麻薬界の大物ライマンを追っていた。しかし、コンビを組むことを嫌い一匹狼を貫いていたため上司のバイヤーズからは睨まれ、事件の捜査に夢中になるあまり、恋人のトレイシーとの仲も上手くいっていなかった。マイクは麻薬組織の一員フレディを逮捕し、港の倉庫に大量の麻薬が運び込まれることを聞き出した。捜査に麻薬犬を同伴しようと考えたマイクはK-9課（警察犬課）のブラニガン警部補に相談するが、彼は麻薬犯の立て籠もり事件の対応にかかりっ切りで、マイクの話を聞こうとしなかった。マイクは近くの自動車屋から車を買い取り、麻薬犯の立て籠もる家に突入し、犯人を逮捕して事件を解決する。マイクはブラニガンから麻薬犬を借り受けることになったが、その犬は人間嫌いで凶暴なシェパードのジェリー・リーだった。
マイクはジェリーを連れて港の倉庫に向かうが、そこには麻薬はなく、フレディに騙されたことを知る。マイクは新たな情報を仕入れようとバーに向かうが、そこで殺し屋のベニーに襲われ殺されそうになる。しかし、危ういところをジェリーに救われ、ベニーからライマンが5,000万ドルの麻薬取引を行うという情報を聞き出す。マイクはジェリーを相棒として受け入れ一緒に生活を始め、ジェリーを通じてトレイシーとの仲も修復していくが、ジェリーはトレイシーの機嫌をとったり、街で見かけたメス犬に夢中になったりと騒動を起こし、その度にマイクと揉めてしまう。そんな中でもマイクとジェリーは捜査を進め、襲ってきた殺し屋を返り討ちにし、その車からライマンの仲間が自動車ディーラーであり、車の中に麻薬を隠して取引を行おうとしていることを突き止める。
マイクの存在を危険視したライマンは、トレイシーを誘拐して彼を脅迫する。マイクはライマンの主催するパーティー会場に乗り込んで彼を挑発するが、通報を受けて駆け付けたバイヤーズに連れ出されてしまう。バイヤーズはマイクを捜査から外そうとするが、マイクとジェリーはパトカーを奪い逃走し、麻薬を積んだトレーラーを強奪する。マイクはトレーラーで取引現場に向かい、麻薬と引き換えにトレイシーを取り戻そうとするが、ライマンと銃撃戦になってしまう。ジェリーはヘリコプターで逃走しようとするライマンを追いかけるが、彼に撃たれて重傷を負ってしまう。激怒したマイクはライマンを射殺し、ジェリーを病院に運び込んで手術を受けさせる。ジェリーは手術の結果一命を取り留め、マイク、トレイシー、街で出会ったメス犬と共にラスベガスに休暇に出かける。

## スタッフ
- 監督：ロッド・ダニエル
- 製作：ローレンス・ゴードン、チャールズ・ゴードン
- 製作総指揮：ドナ・スミス
- 脚本：スティーヴン・シーゲル、スコット・マイヤーズ
- 撮影：ディーン・セムラー
- 音楽：マイルス・グッドマン

## キャスト
| 役名                 | 俳優                           | 日本語吹替                            | 日本語吹替                                            | 日本語吹替 |
| 役名                 | 俳優                           | ソフト版                              | テレビ朝日版                                          |            |
| -------------------- | ------------------------------ | ------------------------------------- | ----------------------------------------------------- | ---------- |
| マイク・ドゥーリー   | ジェームズ・ベルーシ           | 富山敬                                | 富山敬                                                |            |
| ライマン             | ケヴィン・タイ                 | 小林修                                | 石田太郎                                              |            |
| トレイシー           | メル・ハリス                   | 小宮和枝                              | 高島雅羅                                              |            |
| ブラニガン警部補     | エド・オニール                 | 若本規夫                              | 千田光男                                              |            |
| バイヤーズ           | ジェームズ・ハンディ           | 塚田正昭                              | 阪脩                                                  |            |
| ハルステッド         | ダニエル・デイヴィス           | 筈見純                                | 麦人                                                  |            |
| ギリアム             | コッター・スミス               | 徳丸完                                | 秋元羊介                                              |            |
| ディロン             | シャーマン・ハワード           | 青森伸                                | 谷口節                                                |            |
| フレディ             | ジョン・スナイダー             | 立木文彦                              | 宮本充                                                |            |
| ベニー               | プルイット・テイラー・ヴィンス | 麦人                                  | 小島敏彦                                              |            |
| チャド               | ジェフ・アリン                 | 小室正幸                              | 伊藤和晃                                              |            |
| 医師                 | デヴィッド・ハスケル           | 岡部政明                              | 円谷文彦                                              |            |
| セールスマン         | アラン・ブルーメンフェルド     | 島香裕                                | 辻親八                                                |            |
| ドン                 | ウィリアム・サドラー           |                                       |                                                       |            |
| その他               | N/A                            | 大塚明夫 二又一成 佐々木優子 達依久子 | 円谷文彦 山口健 さとうあい 野島汎平 紗ゆり 小川里永子 |            |
| 日本語版制作スタッフ |                                |                                       |                                                       |            |
| 演出                 | 演出                           | 小林守夫                              | 松川陸                                                |            |
| 翻訳                 | 翻訳                           | 島伸三                                | 武満眞樹                                              |            |
| 調整                 | 調整                           |                                       | 山田太平                                              |            |
| 効果                 | 効果                           |                                       | PAG                                                   |            |
| 制作                 | 制作                           | 東北新社                              | ムービーテレビジョン                                  |            |
| 初回放送             | 初回放送                       | N/A                                   | 1993年1月24日 『日曜洋画劇場』                        |            |

## 続編
1999年と2002年には、オリジナルビデオで続編が発売されている。
どちらも、ドゥーリー役は同じジェームズ・ベルーシが演じているが、ジェリー・リー役だったコトンは1991年11月18日に死んだため、別の犬が演じている。
- 『K-911 やっぱり俺たち最強コンビ（英語版）』 （1999年）
- 『K-9:はみだしコンビ大復活!（英語版）』 （2002年）